# Liste des équipes de l'All-America Football Conference
L'All-America Football Conference (AAFC) était une ligue de football américain professionnel qui a existé de 1946 à 1949. Elle était composée de huit équipes qui jouaient quatorze matchs. Les Seahakwks de Miami ayant cessé leurs activités à la fin de la saison 1946, et ayant été remplacés par les Colts de Baltimore, un total de neuf équipes ont participé aux quatre saisons de l'histoire de l'AAFC.

## Les équipes

### Bills de Buffalo
Les Bills de Buffalo étaient une équipe de football américain professionnel, qui évoluaient au Civic Stadium (en) de Buffalo, dans l'État de New York. Lors de la première saison de l'AAFC, en 1946, la franchise s'appelait les Bisons mais, après seulement un an, le propriétaire James Breuil a organisé un concours de noms d'équipes dans l'espoir de choisir un surnom plus distinctif ; « Bisons » était le surnom traditionnel des équipes de Buffalo depuis de nombreuses années. Le choix gagnant a été « Bills », selon le nom du célèbre showman du Far West, Buffalo Bill Cody. L'équipe a succédé à l'équipe des « Buffalo Tigers/Indians » de l'American Football League (en) de 1940, qui avait été dissoute à cause de la Seconde Guerre mondiale.
Une controverse est née lors de la fusion NFL-AAFC en 1950. La NFL a préféré intégrer les Colts de Baltimore dans sa ligue plutôt que les Bills alors que ces derniers avaient obtenu de meilleurs résultats, une meilleure assistance, se trouvaient sur un marché plus important que Baltimore à l'époque et n'auraient pas à faire face à la concurrence d'une équipe de grand renom comme les Redskins de Washington.
Un vote a eu lieu mais rien n'y fit et les Bills sont condamnés à disparaître. Leur propriétaire, James Breuil, reçoit en compensation un quart de la franchise des Browns de Cleveland. Le football américain professionnel reviendra à Buffalo lors de la création de l'American Football League en 1959 et la nouvelle franchise prendra également le nom de Bills de Buffalo.

### Browns de Cleveland
La franchise a été fondée en 1945 par Paul Brown et l'homme d'affaires Arthur B. McBride (en) en tant que membre fondateur de la All-America Football Conference (AAFC),. Les Browns ont dominé l'AAFC, compilant un record de 52-4-3 au cours des quatre saisons de la ligue et remportant le championnat à chaque fois. Lorsque l'AAFC a fermé ses portes après la saison 1949, les Browns ont rejoint la NFL avec les 49ers de San Francisco et les premiers Colts de Baltimore. L'équipe a remporté un championnat lors de sa première saison dans la NFL, ainsi qu'au cours des saisons 1954, 1955 et 1964, et a réalisé un exploit inégalé dans tous les grands sports professionnels nord-américains, en jouant son match de championnat de ligue au cours de chacune des dix premières années d'existence de son existence.  De 1956 à 2018, ils se sont qualifiés 18 fois pour les éliminatoires de la NFL, mais n'ont pas remporté d'autre championnat ni joué de Super Bowl pendant cette période. 

### Colts de Baltimore
Les Colts de Baltimore étaient une équipe professionnelle de football américain basée à Baltimore, dans le Maryland. Première équipe à porter le nom de Colts, ils ont été membres de l'AAFC de 1947 à 1949, puis ont rejoint la National Football League (NFL) pendant une saison avant de disparaître,. Ils ont été l'une des équipes les moins performantes de l'AAFC et de la NFL, tant sur le terrain qu'en dehors, ne remportant que onze matchs dans leur histoire.
Les Colts sont issus des Seahawks de Miami, l'une des franchises de l'AAFC. Après avoir joué une seule saison désastreuse, les Seahawks ont été confisqués par la ligue, et ont été achetés et réorganisés par un groupe d'hommes d'affaires sous le nom de Colts de Baltimore. La nouvelle équipe a connu des difficultés au cours des trois saisons suivantes, mais a réussi à se constituer une base de supporters importante à Baltimore. En 1949, les Colts étaient l'une des trois équipes de l'AAFC, avec les 49ers de San Francisco et les Browns de Cleveland, à être intégrées à la NFL à la suite de la fusion AAFC-NFL. Ils n'ont joué que pendant la saison 1950, avant que les pressions financières ne les obligent à fermer boutique.
Leur héritage survit cependant : trois ans plus tard, une nouvelle équipe de franchise des Colts de Baltimore est créée après le repli des Texans de Dallas et les Colts deviennent l'une des équipes les plus prestigieuses de la NFL. Bien qu'ils aient déménagé à Indianapolis, le 29 mars 1984, la NFL est revenue à Baltimore pour la saison 1996 sous la forme des Ravens de Baltimore, descendants de la franchise originale des Browns qui jouaient dans l'AAFC après leur propre déménagement controversé.

### Dodgers de Brooklyn
Les Dodgers de Brooklyn sont une équipe de football américain qui a participé à l'AAFC de 1946 à 1948. Cette équipe n'a aucun lien avec les Dodgers de Brooklyn qui ont joué dans la National Football League de 1930 à 1943. L'équipe a été dissoute avant la saison 1949 et a fusionné avec les Yankees de New York pour former les Yankees de Brooklyn-New York.
Les Dodgers de Brooklyn de la nouvelle AAFC ont tenu leur premier camp d'entraînement durant l'été 1946 dans l'ouest du centre de l'Oregon, dans la petite ville de Bend. 62 membres de l'équipe, dirigée par l'entraîneur en chef Mal Stevens, se sont réunis à Bend à la mi-juillet de cette année-là,,. L'équipe a joué deux matchs de pré-saison dans le Nord-Ouest Pacifique, le premier à Portland contre les Rockets de Chicago au stade Multnomah le 18 août 1946,,, et le samedi soir suivant à Spokane contre les Yankees de New York au Gonzaga Stadium (en),,.
La vedette des Dodgers était le halfback Glenn Dobbs (en), un All-American du Golden Hurricane de l'université de Tulsa.

### Dons de Los Angeles
Les Dons de Los Angeles étaient une équipe de football américain qui a participé à l'All-America Football Conference de 1946 à 1949, et a joué ses matchs à domicile dans le Los Angeles Memorial Coliseum. Ils ont été la première équipe de football professionnel à disputer un match de saison régulière à Los Angeles, en Californie, deux semaines avant le premier match du rival des Rams de Los Angeles de la National Football League, qui avait déménagé de Cleveland.
Le leader du groupe de propriétaires était Fernando Gonzalez III, un homme d'affaires californien et un fan de football de longue date. Parmi les autres propriétaires figuraient les notables d'Hollywood Louis B. Mayer, Bob Hope, Bing Crosby et Don Ameche.
L'entraîneur en chef des Dons était Dudley DeGroot (en), un joueur de football américain du Cardinal de l'université de Stanford qui avait obtenu un doctorat de cette institution. Il a été l'entraîneur en chef des Redskins de Washington de la NFL en 1944 et 1945 avant de passer à la rivale AAFC pour sa première saison 1946.
Les Dons ont partagé le Colisée avec les Rams pour les matchs à domicile. Bien qu'il n'ait jamais rempli les installations du mammouth, le club a fait un spectacle en offrant un grand nombre de billets à la vente à des prix raisonnables, dont 40 000 sièges réservés pour chaque match à domicile au prix de 2,50 $, 15 000 sièges en admission générale au prix de 1,50 $ et 8 000 billets pour enfants au prix de seulement soixante cents.
L'équipe a joué son premier match à domicile de la saison régulière en 1946 contre les Dodgers de Brooklyn le 13 septembre 1946 devant une foule de 18 955 personnes le vendredi soir - la première fois que le football professionnel a été joué dans le Colisée,.
Pendant la majeure partie de leur existence, les Dons ont un record bilan et ne se sont jamais qualifiés pour les éliminatoires de l'AAFC. Cela s'explique principalement par le fait qu'ils étaient dans la même division que les deux équipes les plus puissantes de la ligue, les Browns de Cleveland et les 49ers de San Francisco. Contrairement aux Browns, aux 49ers et aux Colts de Baltimore, les Dons ne faisaient pas partie des équipes de l'AAFC qui sont restées lors de la fusion de l'AAFC avec la NFL en 1950 : ils ont fusionné avec les Rams de après la saison 1949.

### Rockets de Chicago
Les Rockets de Chicago étaient une équipe de football américain qui a joué dans l'All-America Football Conference (AAFC) de 1946 à 1949. Pendant la saison 1949, l'équipe était connue sous le nom de Hornets de Chicago. Contrairement aux Browns de Cleveland, aux 49ers de San Francisco et aux Colts de Baltimore, la franchise n'a pas rejoint la National Football League lors de la fusion des deux ligues avant la saison 1950.
La franchise des Rockets était la propriété de John L. « Jack » Keeshin, directeur du camionnage de Chicago, président du National Jockey Club qui possédait et exploitait la piste de course de Sportsman's Park à Cicero, dans l'Illinois Il a d'abord tenté d'acheter les White Sox de Chicago à la famille Comiskey, mais sa tentative a été rejetée. Le rédacteur sportif du Chicago Tribune, Arch Ward (en), a suggéré de créer une équipe de football professionnel au sein de l'AAFC. Dans un marché où les Bears de Chicago et les Cardinals de Chicago de la NFL étaient déjà bien établis, Keeshin avait peu de chances de réussir. Il fit sensation en essayant de faire signer les stars des Bears Sid Luckman, George McAfee et Hugh Gallarneau (en), sans succès.
Les Rockets jouaient leurs matchs à domicile au Soldier Field.

### Seahawks de Miami
Les Seahawks de Miami étaient une équipe professionnelle de football américain basée à Miami, en Floride. Ils ont joué dans l'AAFC lors de la saison inaugurale de la ligue, en 1946. Ils sont connus comme la première franchise sportive d'une ligue majeure à Miami et la première équipe de football professionnel de l'État de Floride.
Les Seahawks ont été entraînés d'abord par Jack Meagher, puis par Hamp Pool. L'équipe a dû faire face à un calendrier difficile, rempli de nombreux matchs en début de saison, et a terminé la saison régulière de quatorze matchs avec seulement trois victoires. La franchise, qui à ce moment-là avait accumulé 350 000 dollars de dettes, a été confisquée par l'AAFC après la fin de la saison, et ses actifs ont été achetés par un groupe d'entrepreneurs qui l'ont réorganisée pour en faire l'incarnation originale des Colts de Baltimore. La Floride n'a pas eu d'autre équipe de football américain professionnel pendant vingt ans encore, jusqu'à ce que l'American Football League, créée en 1960, ajoute les Dolphins de Miami en 1966. Le nom des Seahawks va également revenir à l'ordre du jour avec la naissance des Seahawks de Seattle, qui ont rejoint la NFL en 1976.

### Yankees de New York
Les Yankees de New York étaient une équipe de football américain professionnel qui a participé à l'AAFC de 1946 à 1949. L'équipe jouait au Yankee Stadium dans le Bronx. Ils appartenaient à Dan Topping (en), qui a transféré l'équipe des Dodgers de Brooklyn de la NFL, conservant un grand nombre de joueurs. L'entraîneur de l'équipe était Ray Flaherty, qui avait entraîné les Redskins de Washington au début des années 1940. L'ancien joueur de la NFL, Jim Barber (en), a été l'assistant de Flaherty.
Les Yankees ont participé au match de championnat de l'AAFC de 1946, mais ont perdu contre les Browns de Cleveland sur le score de 14-9. Les deux mêmes équipes se sont revus au match de championnat l'année suivante, les Browns l'emportant à nouveau 14-3.
Avant la saison 1949, l'équipe de football des Dodgers de Brooklyn fusionne avec les Yankees, qui deviennent les Yankees de Brooklyn-New York, mais c'est la dernière saison de l'AAFC, qui est alors absorbée par la NFL, qui intègre les Browns, les 49ers et les Colts à la ligue. Les joueurs des Yankees ont été répartis entre les Giants de New York et les Bulldogs de New York, qui joueront sous le nom de Yanks à partir de 1950.

### 49ers de San Francisco
L'équipe a été fondée en 1946 en tant que membre fondateur de l'AAFC et a rejoint la NFL en 1949 lors de la fusion des ligues. Les 49ers ont été la première franchise de sport professionnel de grande ligue basée à San Francisco. Le nom « 49ers » vient des prospecteurs qui sont arrivés en Californie du Nord lors de la ruée vers l'or de 1849,. L'équipe est légalement et corporativement enregistrée sous le nom de San Francisco Forty Niners. Elle a commencé à jouer au Kezar Stadium de San Francisco avant de traverser la ville pour se rendre au Candlestick Park en 1970, puis au Levi's Stadium de Santa Clara en 2014.

### Articles de journaux
1. ↑  (en-US) « Important dates in Bills history: How the Bills got their name », sur www.buffalobills.com (consulté le 30 janvier 2020)
2. ↑  (en) Joe Marren, « INDIANS OCCUPY FADED SPOT IN BUFFALO'S FOOTBALL SCRAPBOOK. », sur profootballresearchers.org, THE COFFIN CORNER: Vol. 19, No. 5, 1997 (consulté le 30 janvier 2020)
3. ↑  (en) « The 1950 Green Bay Packers (3-9) », sur www.packershistory.net (consulté le 30 janvier 2020)
4. ↑  (en) « Flashback Friday: The Buffalo Bills are born », sur Bills Wire, 28 octobre 2016 (consulté le 30 janvier 2020)
5. ↑  (en) « Cleveland Browns Team History | Pro Football Hall of Fame Official Site », sur www.profootballhof.com (consulté le 30 janvier 2020)
6. ↑  (en) « Cleveland Browns | History & Notable Players », sur Encyclopedia Britannica (consulté le 30 janvier 2020)
7. ↑  (en) « Cleveland Browns Team Encyclopedia », sur Pro-Football-Reference.com (consulté le 30 janvier 2020)
8. ↑  (en) « Baltimore Colts Team Encyclopedia », sur Pro-Football-Reference.com (consulté le 30 janvier 2020)
9. ↑  (en-US) « Dallas Texans (Colts) Team History | Sports Team History », sur Sports Teams History | Historical Sports Teams, 15 janvier 2017 (consulté le 29 janvier 2020)
10. ↑  (en) Tyler Ward, « What Would Have Happened If the Colts Never Moved to Indianapolis? », sur Bleacher Report (consulté le 29 janvier 2020)
11. ↑  (en) « Baltimore Ravens Team History | Pro Football Hall of Fame Official Site », sur www.profootballhof.com (consulté le 29 janvier 2020)
12. ↑  (en) Tom Reed et Clevel, « How moving a franchise from Cleveland to L.A. benefited the Browns and fostered social change », sur cleveland, 3 février 2014 (consulté le 29 janvier 2020)
13. ↑  (en) Stan Grosshandler, « THE BROOKLYN DODGERS. », THE COFFIN CORNER: Vol. 12, No. 3, 1990 (consulté le 30 janvier 2020)
14. ↑  (en) « Brooklyn Football Dodgers to Hold Training Camp in Bend, Oregon », Harrisburg Telegraph,‎ 20 avril 1946, p. 6 (lire en ligne, consulté le 30 janvier 2020)
15. ↑  (en) « Car lights guide Dodgers to field. », sur news.google.com, The Bend Bulletin, 15 juillet 1946 (consulté le 30 janvier 2020)
16. 1 2 3  (en) « NFL's Brooklyn Dodgers Arrive at Bend field. », sur newspapers.com, Albany Democrat Herald, 16 juillet 1946 (consulté le 30 janvier 2020)
17. ↑  (en) « Underdog black team victor in Brooklyn Dodger battle before large crowd in Bend. », sur news.google.com, The Bend Bulletin, 3 août 1946 (consulté le 30 janvier 2020)
18. ↑  (en) « Dodgers to face Chicago Rockets. », sur new.google.com, The Bend Bulletin, 17 août 1946 (consulté le 30 janvier 2020)
19. ↑  (en) « Dodger-Rocket clash is first action by American loop. », sur news.google.com, Eugene Register, 18 août 1946 (consulté le 30 janvier 2020)
20. ↑  (en) « Dodgers, Chicago play 14-14 tie at Portland. », sur news.google.com, Eugene Register, 19 août 1946 (consulté le 30 janvier 2020)
21. ↑  (en) « Dodgers, Rockets tie at 14 to 14. », sur news.google.com, The Bend Bulletin, 19 août 1946 (consulté le 30 janvier 2020)
22. ↑  (en) « Top pro teams in game tonight. », sur news.google.com, The Spokesman-Review, 24 août 1946 (consulté le 30 janvier 2020)
23. ↑  (en) « Yankees winners; may return here. », sur news.google.com, Spokane Daily Chronicle, 26 août 1946 (consulté le 30 janvier 2020)
24. 1 2 3  (en-US) « The Dons of L.A. Pro Sports », sur Los Angeles Times, 13 septembre 2006 (consulté le 30 janvier 2020)
25. 1 2  (en) Ray Schmidt, « WELCOME TO L.A. », THE COFFIN CORNER: Vol. 25, No. 6, 2003 (version du 11 mai 2012 sur Internet Archive), p. 1
26. 1 2 3  (en) Ray Schmidt, « WELCOME TO L.A. », THE COFFIN CORNER: Vol. 25, No. 6, 2003 (version du 11 mai 2012 sur Internet Archive), p. 6
27. ↑  (en) « LA Dons win opener, beat Dodgers 20-14. », Oxnard Press-Courier, 14 septembre 1946 (consulté le 30 janvier 2020)
28. ↑  (en) « Chicago Hornets/Rockets Team Encyclopedia », sur Pro-Football-Reference.com (consulté le 30 janvier 2020)
29. 1 2  (en-US) « Chicago Hornets/Rocets », sur Sports Ecyclopedia (consulté le 30 janvier 2020)
30. 1 2  (en-US) Casey Piket, « Miami’s First Pro Football Team (1946) », 9 septembre 2015 (consulté le 30 janvier 2020)
31. ↑  (en) Barry Shuck, « Miami’s Pro Football History: The Miami Seahawks », sur Dawgs By Nature, 21 novembre 2019 (consulté le 30 janvier 2020)
32. ↑  (en) « Hamp Pool - Pro Football Archives », sur www.profootballarchives.com (consulté le 30 janvier 2020)
33. ↑  (en) « 1946 Miami Seahawks Statistics & Players », sur Pro-Football-Reference.com (consulté le 30 janvier 2020)
34. ↑  (en) Kevin Nogle, « Dolphins Historical Perspective Part 1 - 1965/1966 », sur The Phinsider, 18 mai 2013 (consulté le 30 janvier 2020)
35. ↑  (en) « Seahawks 1976 », sur history.seahawks.com (consulté le 30 janvier 2020)
36. ↑  (en) « New York Yankees Team Encyclopedia », sur Pro-Football-Reference.com (consulté le 30 janvier 2020)
37. ↑  (en) Mike Tanier, « First in War, Third in the AAFC: The Story of Pro Football's Yankees and Dodgers », sur Bleacher Report (consulté le 30 janvier 2020)
38. ↑  (en) « RAY FLAHERTY WASHINGTON REDSKINS & NEW YORK YANKEES (AAFC) & NEW YORK GIANTS. », sur www.profootballhof.com (consulté le 30 janvier 2020)
39. ↑  (en) « 1947 New York Yankees - Pro Football Archives », sur www.profootballarchives.com (consulté le 30 janvier 2020)
40. ↑  (en) « Championship - New York Yankees at Cleveland Browns - December 22nd, 1946 », sur Pro-Football-Reference.com (consulté le 30 janvier 2020)
41. ↑  (en) « Championship - Cleveland Browns at New York Yankees - December 14th, 1947 », sur Pro-Football-Reference.com (consulté le 30 janvier 2020)
42. ↑  (en) « NFL History by Decade », sur www.nfl.com (consulté le 30 janvier 2020)
43. ↑  (en-US) « San Francisco 49ers Team History | Sports Team History », sur Sports Teams History | Historical Sports Teams, 12 janvier 2017 (consulté le 31 janvier 2020)
44. ↑  (en) History com Editors, « California Gold Rush », sur HISTORY (consulté le 31 janvier 2020)
45. ↑  (en) « The Founder », sur 49ers.com, The Official Site of the San Francisco 49ers, 8 mai 2019 (version du 8 mai 2019 sur Internet Archive)
46. ↑  (en) « San Francisco Forty Niners | Company Profile from Hoover’s - D&B; Hoovers », sur www.hoovers.com, 13 août 2017 (version du 13 août 2017 sur Internet Archive)
47. ↑  (en-US) « Throwback: Kezar Stadium », sur www.49ers.com (consulté le 31 janvier 2020)
48. ↑  « From Candlestick Park to Levi's Stadium », sur NBCS Bay Area, 13 mai 2013 (consulté le 31 janvier 2020)
49. ↑  « Levi's Stadium, Santa Clara | WSP », sur www.wsp.com (consulté le 31 janvier 2020)

### Ouvrages
1. ↑  Crippen 2009, p. 112.
2. ↑  Crippen 2009, p. 6.
3. ↑  Josza Jr. 2014, p. 95.
4. ↑  Riess 2015, p. 203.
5. 1 2 3 4 5 6  Webster 2015, p. 213.
6. ↑  Griffith 2012, p. 96.
7. ↑  Griffith 2012, p. 27.
8. 1 2  Lewis et Miller 2008, p. 212.
9. ↑  Steadman 1997, p. 76.
10. 1 2  Coenen 2005, p. 126.
11. ↑  Griffith 2012, p. 25.
12. ↑  Urena 2013, p. 37-38.
13. 1 2 3 4  Josza Jr. 2014, p. 89.
14. ↑  Quirk et Fort 2018, p. 438.
15. ↑  Griffith 2012, p. 4.
16. ↑  Piascik 2010, p. 49.
17. ↑  Griffith 2012, p. 200.
18. ↑  Piascik 2010, p. 52.
19. ↑  Anton et Nowlin 2013, p. 29.
20. ↑  Piascik 2010, p. 126.
21. ↑  Griffith 2012, p. 255.